# TVLM513-46546
TVLM513-46546 (2MASS J15010818+2250020) es una estrella a 34,6 años luz de distancia de la Tierra en la constelación de Bootes. Es una estrella muy tenue de magnitud aparente +15,1, una enana roja de tipo espectral M9.0V en el extremo inferior del límite de masa para las estrellas. Con una temperatura superficial en torno a 2200 K, su masa es de 0,09 masas solares, por lo que efectivamente es una estrella de muy baja masa y no una enana marrón.
Su estudio, combinando datos de radio del Very Large Telescope (VLA), espectros ópticos del Telescopio Gemini Frederic C. Gillet, imágenes ultravioletas del Observatorio Swift y los datos de rayos X del Observatorio Chandra de la NASA, ha permitido conocer que es una estrella fulgurante muy activa con un complejo campo magnético.
Así, la constante emisión de radio de la estrella es interrumpida por llamaradas de un minuto de duración. Estas llamaradas se generan por colisiones y combinaciones catastróficas de los campos magnéticos en la corona estelar, lo que conduce a la aniquilación de la energía magnética. También se ha observado emisión de rayos X suaves así como una llamarada de rayos X. Una característica notable es la existencia de una gran mancha estelar que cubre la mitad de su superficie; no se sabe con certeza si esta situación permanece inalterada a lo largo de días, años o siglos. Se piensa que probablemente el pequeño campo magnético de la estrella es un dipolo simple orientado norte-sur, similar al campo magnético terrestre aunque más fuerte, que se extiende al menos un radio estelar por encima de su superficie.
El 4 de agosto de 2020, astrónomos anunciaron el descubrimiento de un planeta parecido a Saturno  TVLM 513b alrededor de esta estrella con un período de 221 ± 5 días, una masa de entre 0,35-0,42 MJ, una órbita circular (e≃0), un eje semi-mayor de entre 0,28−0,31 UA y un ángulo de inclinación de 71−88∘. El compañero fue detectado por el método de astrometría.